# Tar-Alcarin
Tar-Alcarin, que significa «Rey glorioso» en quenya, es un personaje ficticio que pertenece al legendarium creado por el escritor británico J. R. R. Tolkien. Es un dúnadan, nacido en la isla de Númenor en el año 2406 de la Segunda Edad del Sol. Hijo de Herucalmo (Tar-Anducal) y Tar-Vanimeldë y padre de Tar-Calmacil. 

## Historia
Debió tomar el cetro tras la muerte de su madre en el año 2637 S.E., sin embargo su padre se nombró rey y le arrebató ilegalmente el trono, ya que había estado reinando años anteriores en nombre Tar-Vanimeldë. Sin embargo, su padre no fue contado en la línea de los reyes y tras su muerte en el año 2657 S. E., Alcarin recibió el cetro, convirtiéndose en el decimoséptimo rey de Númenor. 
Gobernó durante ochenta años, hasta su muerte en el 2737, siendo sustituido por Calmacil.